# Greenstone
Greenstone är en kommun (municipality) i Kanada.   Den ligger i provinsen Ontario, i den sydöstra delen av landet, 1 000 km nordväst om huvudstaden Ottawa. Greenstone ligger 339 meter över havet och antalet invånare är 4 200.